# Японський енцефаліт
Японський енцефаліт (англ. encephalitis japonica, Japanese encephalitis) — гостре ендемічне арбовірусне інфекційне захворювання вірусної етіології з переважним ураженням нервової системи у вигляді енцефаліту. Є однією з найтяжчих трансмісивних нейроінфекцій людини.

## Актуальність

Мапа географічного поширення японського енцефаліту і частоти розподілу в різних країнах

Щорічно в світі реєструють 68 тисяч випадків хвороби, летальність досягає 30 %. Стійкі неврологічні або психіатричні наслідки можуть виникнути у 30-50 % осіб з цим захворюванням. Поширений японський енцефаліт у 24 країнах Південно-Східної Азії та Західного Тихоокеанського регіону (2022 року зафіксовано спалах в Австралії).

## Історичні факти
Перший випадок хвороби було задокументовано в Японії 1871 року. Перші публікації, присвячені клінічній картині хвороби, з'явилися в 1924 році, під час епідемії, що охопила 7000 осіб і стала національним лихом для Японії. Близько вісімдесяти відсотків хворих загинули. Японські дослідники описували цю форму нейроінфекцій під назвою «йошиварська застуда», «японський енцефаліт», «літній енцефаліт», «енцефаліт Б», комариний енцефаліт, літньо-осінній комариний енцефаліт тощо. Невдовзі за цією формою нейроінфекцій закріпилося загальноприйнята назва — японський енцефаліт (encephalitis japonica).
Надалі виявилося, що хвороба є природно-осередковим вірусним захворюванням, яке трапляється не тільки в Японії, але і в інших країнах Тихоокеанського регіону.

## Діагностика

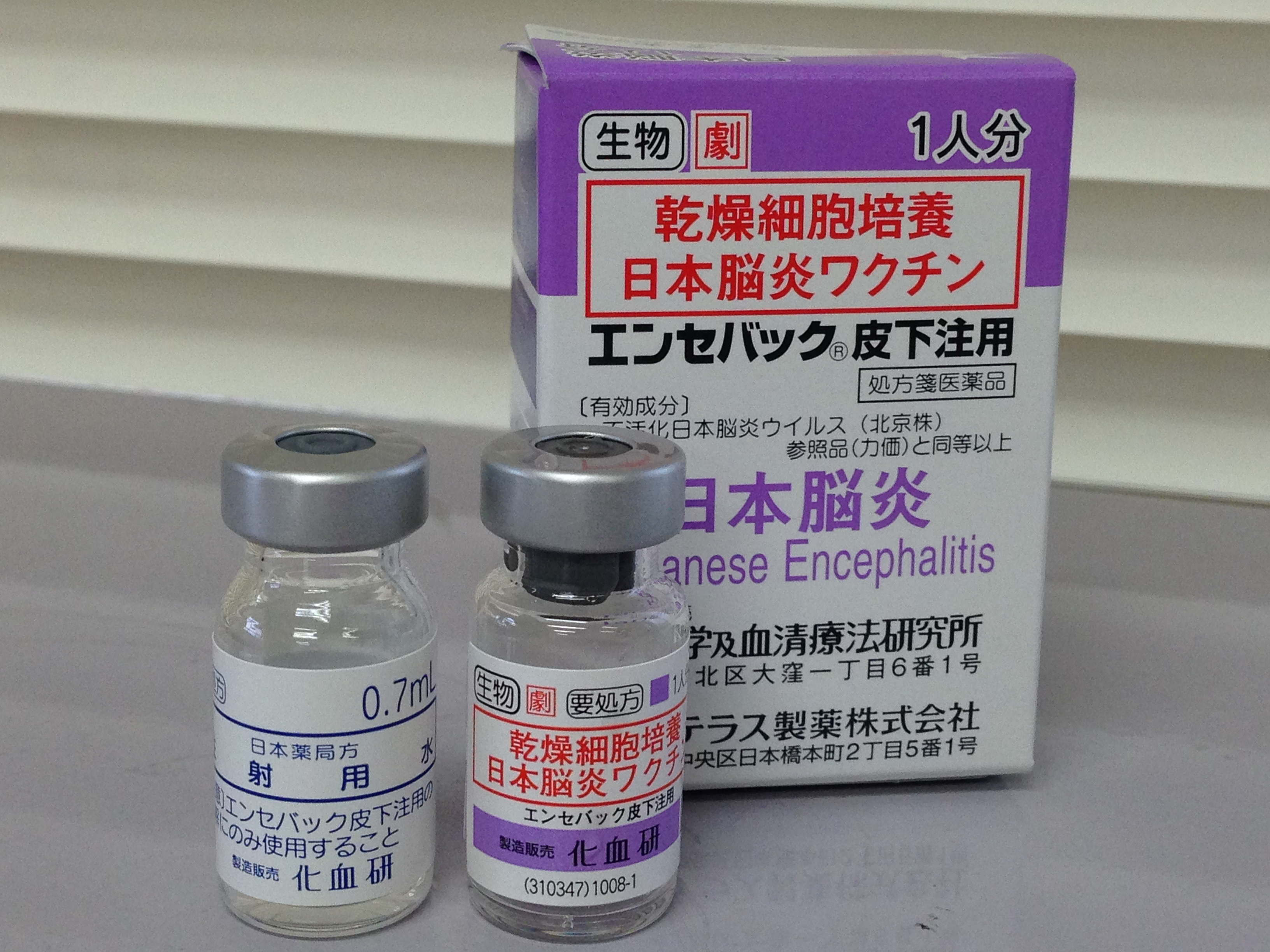
Вакцина проти японського енцефаліту

## Етіологія
Збудник хвороби належить до РНК-вмісних вірусів з роду Flavivirus, комплексу японського енцефаліту, який включає 9 антигенно подібних вірусів, зокрема збудники гарячки денге, жовтої гарячки, гарячки Західного Нілу. Вірус інактивується при впливі етеру, дезоксихолату натрію, високих температур (при 56-60°С гине протягом 30 хвилин). Добре зберігається при низьких температурах, у ліофілізованому вигляді. Одноланцюговий геном РНК упакований у капсид, утворений капсидним білком. Зовнішня оболонка утворена білком і є протективним антигеном. Він допомагає ввести вірус у внутрішню частину сприйнятливої клітини. Геном також кодує кілька неструктурних білків (NS1, NS2a, NS2b, NS3, N4a, NS4b, NS5). NS1 виробляється також як секреторна форма. NS3 — це геліказа, а NS5 — вірусна полімераза. Відзначено, що вірус інфікує просвіт ендоплазматичного ретикулуму клітини і швидко накопичує там значні кількості вірусних білків. Має 5 генотипів, які розійшлись від базового вірусу у середині 1500-х років з середньою еволюційною швидкістю 4,35 × 10−4 (діапазон: 3,4906 × 10−4 до 5,303 × 10−4) заміщення нуклеотидів сайту в рік..

## Епідеміологічні особливості